# Сулимівська вулиця (Київ, Святошинський район)
Сулимівська ву́лиця — вулиця у Святошинському районі Києва в селищі Катеринівка. Пролягає від колишньої вулиці Максимовича до вулиці Михайла Чалого. 
Прилучається вулиця Костянтина Герасименка.

## Назва
Вулиця Сулимівська носить назву на честь українського шляхетського роду Сулим до якого належав гетьман Іван Сулима.

## Історія
Вулиця виникла в першій третині XX століття, мала назву Катеринівська — від назви місцевости Катеринівка, якою пролягає.
З 2017 року існує проєкт перейменування вулиці на Сулимівську в межах декомунізації (початкова назва селища Катеринівка — Сулимівська дача, або Сулимова дача, за прізвищем роду Сулим та Сулимівського пансіону в Києві).
19 вересня 2024 року Київська міська рада ухвалила рішення про перейменування вулиці на Сулимівську.